# Paracentrobia xanthogaster
Paracentrobia xanthogaster är en stekelart som först beskrevs av Girault 1912.  Paracentrobia xanthogaster ingår i släktet Paracentrobia och familjen hårstrimsteklar. Inga underarter finns listade i Catalogue of Life.